# نسبة الدقة

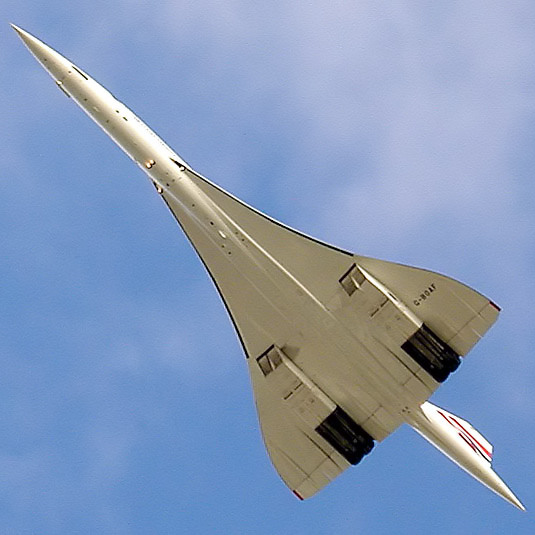
طائرة كونكورد في رحلتها الأخيرة. إن نسبة النقاوة العالية للغاية لجسم الطائرة واضحة.

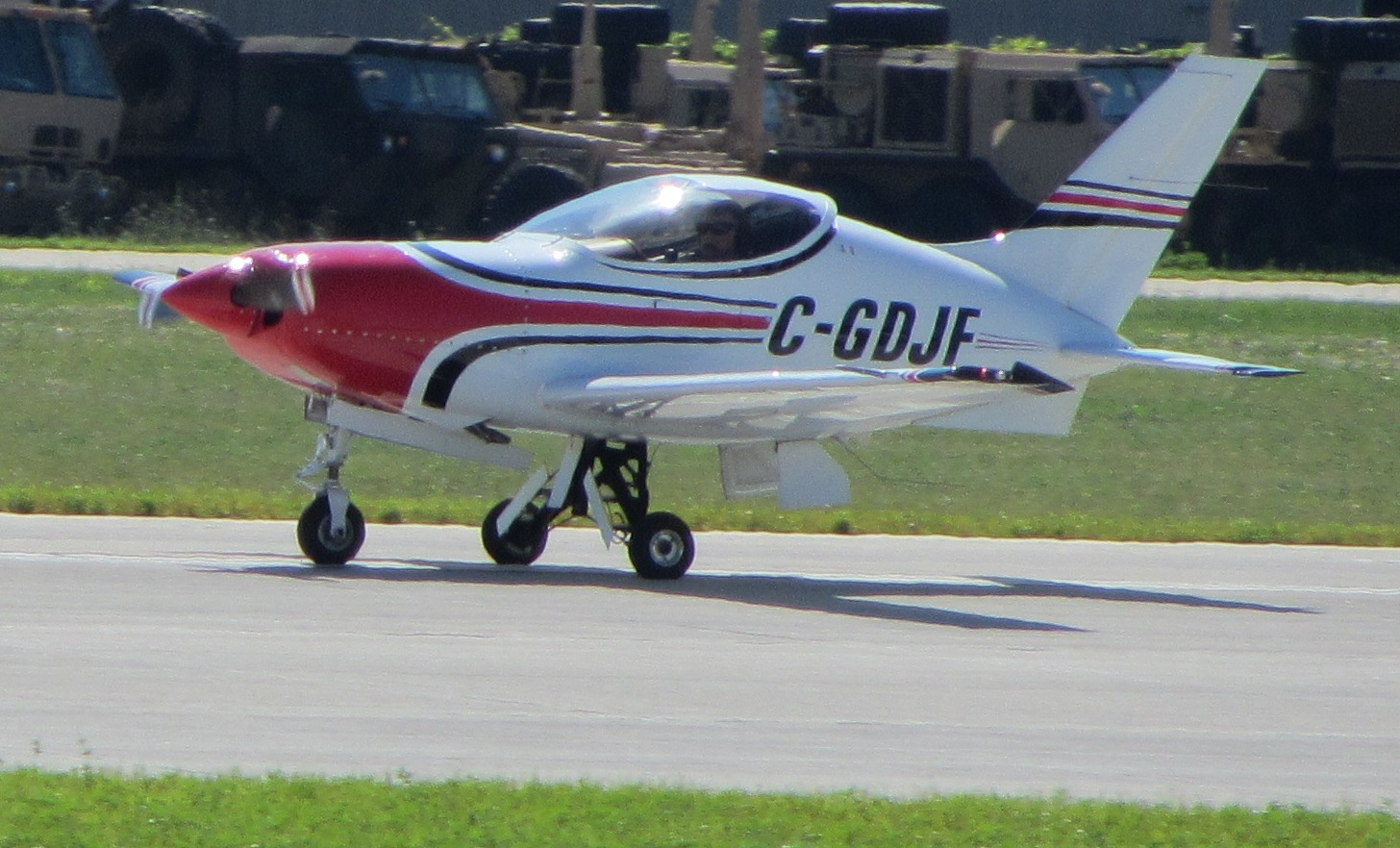
مشروع كويستير، مع جسم الطائرة على شكل بيضة، منخفضة للغاية من النعومة

في الهندسة المعمارية البحرية وهندسة الطيران، فإن نسبة الدقة (fineness ratio) هي نسبة طول الجسم إلى أقصى عرض له. تتميز الأشكال القصيرة والعريضة بنسبة دقة منخفضة، والأشكال الطويلة والضيقة لها نسب دقة عالية. الطائرات التي تقضي وقتًا بسرعات تفوق سرعة الصوت، مثل كونكورد، تتمتع عمومًا بنسب دقة عالية.
عند السرعات التي تقل عن رقم ماخ الحرج، فإن أحد الأشكال الأساسية للسحب هو احتكاك القشرة. كما يوحي الاسم، فإن هذا هو السحب الناجم عن تفاعل تدفق الهواء مع قشرة الطائرة. لتقليل هذا السحب، يجب تصميم الطائرة لتقليل منطقة القشرة المكشوفة، أو "السطح المبلل" (wetted surface"). يتمثل أحد الحلول لهذه المشكلة في بناء جسم الطائرة "على شكل بيضة"، على سبيل المثال كما هو مستخدم في شركة مشروع كويستير محلية الصنع.
عادةً ما توجد نسب الدقة المثالية النظرية في أجسام الطائرات دون سرعة الصوت عند حوالي 6: 1، ومع ذلك قد يتم المساومة على ذلك من خلال اعتبارات التصميم الأخرى مثل متطلبات المقاعد أو حجم الشحن. نظرًا لأن جسم الطائرة عالي النعومة يمكن أن يكون له أسطح ذيل منخفضة، يمكن عمليًا زيادة هذه النسبة المثالية إلى 8: 1.
ومع ذلك، فإن معظم الطائرات لديها نسب دقة أكبر بكثير من هذا. غالبًا ما يكون هذا بسبب الحاجة المتنافسة لوضع أسطح التحكم في الذيل في نهاية "ذراع اللحظة" أطول لزيادة فعاليتها. سيتطلب تقليل طول جسم الطائرة ضوابط أكبر، والتي من شأنها أن تعوض مدخرات السحب من استخدام نسبة الدقة المثالية. مثال على التصميم عالي الأداء مع نسبة دقة غير كاملة هو لانكاير. في حالات أخرى، يضطر المصمم إلى استخدام تصميم غير مثالي بسبب عوامل خارجية مثل ترتيبات الجلوس أو أحجام منصات التحميل. غالبًا ما تتمتع الطائرات الحديثة بنسب دقة أعلى بكثير من المثالية، وهو أثر جانبي لمقطعها العرضي الأسطواني الذي يتم اختياره من أجل القوة، فضلاً عن توفير عرض واحد لتبسيط تخطيط المقاعد ومناولة الشحن الجوي.
عندما تقترب الطائرة من سرعة الصوت، تتشكل موجات الصدمة في مناطق الانحناء الأكبر. تشع موجات الصدمة هذه طاقة يجب أن توفرها المحركات، وهي طاقة لا تجعل الطائرة تتحرك بشكل أسرع. يبدو أن هذا شكل جديد من أشكال السحب - يشار إليه بسحب الموجة - والذي يبلغ ذروته حوالي ثلاثة أضعاف السحب بسرعات أقل بقليل من الماخ الحرج. من أجل تقليل سحب الموجة، يجب الحفاظ على انحناء الطائرة عند الحد الأدنى، مما يعني وجود نسب دقة أعلى بكثير. هذا هو السبب في أن الطائرات عالية السرعة لها أنوف وذيول مدببة طويلة، ومظلات قمرة القيادة تتدفق إلى خط جسم الطائرة.
بشكل أكثر تقنيًا، يتم تمييز أفضل أداء ممكن للتصميم الأسرع من الصوت من خلال «شكلين مثاليين»، جسم سيرز -هاك الذي يتم توجيهه من كلا الطرفين، أو (von Kármán ogive)، الذي يتميز بذيل غير حاد. تشمل الأمثلة على التصميم الأخير كونكورد، وإف-104 ستارفايتر وإكس بي-70 فالكيري، على الرغم من أن كل طائرة اعتراضية ما بعد الحرب العالمية الثانية تتميز بهذا التصميم إلى حد ما. يهتم مصممو الصواريخ بدرجة أقل بالأداء منخفض السرعة، وتتمتع الصواريخ عمومًا بنسب دقة أعلى من معظم الطائرات.
قدم إدخال الطائرات ذات النسب العالية أيضًا شكلاً جديدًا من عدم الاستقرار، وهو الاقتران بالقصور الذاتي. عندما ابتعدت المحركات وقمرة القيادة عن مركز كتلة الطائرة، نما القصور الذاتي لهذه الكتل لتكون قادرة على التغلب على قوة الأسطح الديناميكية الهوائية. يتم استخدام مجموعة متنوعة من الأساليب لمكافحة هذا التأثير، بما في ذلك الضوابط ذات الحجم الكبير وأنظمة زيادة الاستقرار.